# ドン・カヌードル
ドン・カヌードル（Don Kernodle、本名：Charles Donald Kernodle Jr.、1950年5月2日 - 2021年5月17日）は、アメリカ合衆国のプロレスラー。ノースカロライナ州バーリントン出身。
地元ノースカロライナを拠点とするNWAミッドアトランティック地区のジム・クロケット・プロモーションズを主戦場に、実力派の中堅選手として活動した。スペリングの通り、より原音に近い表記は「ドン・カーノドル」だが、本項では日本で定着している呼称を使用する。

## 来歴
学生時代はパワーリフティングやレスリングの選手として活動、レスリングではグレコローマン・スタイルのオリンピック代表候補にもなったという。カレッジ卒業後の1973年、ジム・クロケット・ファミリーが主宰していたNWAの傘下団体ミッドアトランティック・チャンピオンシップ・レスリング（MACW）において、同じくレスリングの強豪だったボブ・ループへのトライアウト・マッチでデビュー。
以降、1970年代はベビーフェイスのミッドカード要員としてMACWに定着。1976年にはダン・ミラーやスウェード・ハンセンと組み、ジート&ボロのザ・モンゴルズやジャック・グレイ&ミシェル・デュボアなどのチームと対戦した。1977年はテキサスのアマリロ地区でも活動。1978年8月には全日本プロレスに来日、同時参加したミル・マスカラス&ドス・カラスのマスカラス・ブラザーズと組んでの6人タッグマッチにも出場している。
その後もMACWの前座試合に出場していたが、1982年よりヒールに転向して、サージェント・スローター率いる軍人ユニットのコブラ・コープス（Cobra Corps）に加入。"プライベート" ドン・カヌードル（Pvt. Don Kernodle）と名乗り、同年5月にジム・ネルソンとの二等兵コンビでジェイ・ヤングブラッド&ポークチョップ・キャッシュからNWAミッドアトランティック・タッグ王座を奪取、キャリア９年目にしてタイトル初戴冠を果たした。ネルソンの離脱後はスローターの正式なパートナーとなり、９月にMACW版のNWA世界タッグ王座を獲得。以降、リッキー・スティムボート&ヤングブラッドの人気コンビとタイトルを賭けた抗争を展開した。
1983年5月よりWWFを約半年間サーキットして、ジミー・スヌーカ、ティト・サンタナ、ロッキー・ジョンソン、トニー・アトラスらと対戦。MACWでの上官役だったスローターも同時期にWWFと再契約していたが、WWFでは両者がタッグを組むことはなかった。同年10月16日には、WWFとMACWの両団体と提携していたカナダ・トロントのメープル・リーフ・レスリングにて、マイク・ロトンドを下してNWAカナディアンTV王座を獲得。MACWに復帰後の1984年1月8日には、空位となっていたNWA世界タッグ王座の争奪トーナメントにボブ・オートン・ジュニアと組んで出場、決勝でドリー・ファンク・ジュニア&ジミー・バリアントを破り、王座に返り咲いている。
オートンのWWF移籍後はロシア人ギミックのイワン・コロフをパートナーに、悪の米ソ同盟を結成。1984年5月8日、ワフー・マクダニエル&マーク・ヤングブラッドからNWA世界タッグ王座を奪取し、同王座への通算3度目の戴冠を果たす。後にイワンの「甥」と称するニキタ・コロフがデビューするとトリオを組んで活動し、同年８月にファビュラス・フリーバーズを破ったとして、MACW版のNWA世界6人タッグ王座の初代王者チームに認定された。
しかし1984年10月20日、ダスティ・ローデス&マニー・フェルナンデスに敗れてNWA世界タッグ王座から陥落したことを機にコロフと仲間割れ。以降は “Pride of the USA” をニックネームに愛国者ギミックのベビーフェイスとなり、イワン&ニキタおよびクラッシャー・クルスチェフのザ・ラシアンズと抗争を展開。ラシアンズと敵対していたロックンロール・エクスプレスとも共闘して、1985年11月28日開催の『スターケード』ではリッキー・モートン&ロバート・ギブソンのセコンドを務めた。
その後もMACWを主戦場に、弟のロッキー・カヌードル（キース・ラーソン）とのタッグなどで活動。1986年は、アーン・アンダーソンのNWA世界TV王座やブラック・バートのNWAミッドアトランティック・ヘビー級王座にも挑戦した。同年にMACWを離れてセミリタイアしてからは、地元ノースカロライナのインディー団体に単発的に出場。1990年にはネルソン・ロイヤルが主宰していたアトランティック・コースト・レスリングに登場した。
2004年から2006年にかけては、カロライナ・レスリング・フェデレーション（CWFミッドアトランティック）の興行にロッキーと組んで出場している。また、プロレス以外の仕事として、ノースカロライナ州アラマンス郡保安官事務所で副保安官を勤めていた。
2021年5月17日、71歳で死去。晩年は数々の疾患を抱え、医師の診断を受けて自殺したことが死後に判明した。

## 得意技
- ダブルアーム・スープレックス[5]
- ブレーンバスター
- ネックブリーカー・ドロップ

## 獲得タイトル
ミッドアトランティック・チャンピオンシップ・レスリング
- NWAミッドアトランティック・タッグ王座：2回（w / プライベート・ジム・ネルソン×2）[10]
- NWA世界タッグ王座（ミッドアトランティック版）：3回（w / サージェント・スローター、ボブ・オートン・ジュニア、イワン・コロフ）[11]
- NWA世界6人タッグ王座（ミッドアトランティック版）：1回（w / イワン・コロフ&ニキタ・コロフ）[16]

メープル・リーフ・レスリング
- NWAカナディアンTV王座（トロント版）：1回[14]